# Poštar 064 Belgrad
Poštar 064 Belgrad – żeński klub piłki siatkowej z Serbii. Swoją siedzibę ma w Belgradzie. Został założony w 1952.

## Sukcesy
- Mistrzostwa Serbii:
  -  2006/2007, 2007/2008, 2008/2009
- Mistrzostwa Serbii i Czarnogóry:
  -  2005/2006